# 伊萬·維諾格拉多夫
伊萬·马特维耶维奇·維諾格拉多夫（俄语：Иван Матвеевич Виноградов，1891年9月14日—1983年3月20日），蘇聯數學家，專精於解析數論。

## 生平
伊萬·維諾格拉多夫出生於普斯科夫州洛瓦季河畔的大盧基，畢業於聖彼得堡國立大學，1920年成為教授。他從1934年擔任斯捷克洛夫數學研究所董事。1941年，他被授予了蘇聯國家獎。

## 成就
他於1937年在無需廣義黎曼猜想介入的情形下，直接證明了充分大的奇數可以表示為三個質數之和，也被稱為維諾格拉多夫定理。

## 相關文獻
- Selected Works, Berlin; New York: Springer-Verlag, 1985, ISBN 0-387-12788-7.
- Vinogradov, I. M. Elements of Number Theory. Mineola, NY: Dover Publications, 2003, ISBN 0-486-49530-2.
- Vinogradov, I. M. Method of Trigonometrical Sums in the Theory of Numbers. Mineola, NY: Dover Publications, 2004, ISBN 0-486-43878-3.
- Vinogradov I. M. (Ed.) Matematicheskaya entsiklopediya. Moscow: Sov. Entsiklopediya 1977. Now translated as the  Encyclopaedia of Mathematics.

## 外部連結
- 約翰·J·奧康納; 埃德蒙·F·羅伯遜, ,  （英语）
- Vinogradov memorial (in Russian) （页面存档备份，存于）
- Memoirs of colleagues (in Russian) （页面存档备份，存于）
- （页面存档备份，存于） （页面存档备份，存于）Memoirs of his opponent academician S. P. Novikov
- Vinogradov in Abramtsevo, memoirs (in Russian)